# Pêcheur d'Islande (pel·lícula de 1959)
Pêcheur d'Islande és una pel·lícula francesa dirigida per Pierre Schoendoerffer, estrenada el 24 de juny de 1959. No es tracta d'una adaptació de la novel·la de Pierre Loti, la història de la qual transcorre íntegrament a terra, a la Bretanya; només comparteix el títol.

## Argument
Les aventures al mar d'una tripulació bretona de Concarneau: el capità greument ferit en una tempesta és substituït pel seu segon al comandament, Yan. En tornar al port, l'armador, Mével, va donar a Yan el seu primer comandament. La filla de Mével, que llavors el veu amb una altra llum, s'enamora d'ell. Durant una sortida per un mar tempestuós, Yan és arrossegat per una fulla de metall, però per sort un vaixell estranger aconsegueix salvar-lo.

## Repartiment
- Jean-Claude Pascal: Guillaume Floury, conegut com "Yan"
- Juliette Mayniel: Gaud Mével
- Charles Vanel: l'armador Mével
- Michel Garland: Pastor
- Georges Poujouly: Sylvestre Moan
- Joëlle Bernard: Jenny
- Alain Saury: el sacerdot
- Albert Dinan: Quémeneur
- Mag Avril: l'àvia
- Bigoti: el gendarme
- Pierre Bénichou: el fill de l'armador
- Sylvain Lévignac